# Cupido nycula
Cupido nycula är en fjärilsart som beskrevs av Moore 1865. Cupido nycula ingår i släktet Cupido och familjen juvelvingar. Inga underarter finns listade i Catalogue of Life.